# 罗谢尔·艾兹
罗谢尔·艾兹（英語：Rochelle Aytes，1976年5月17日—）是美国女演员和模特儿。 她最为人知的是在ABC电视剧Mistresses (2013-2016年) 中饰演April Malloy。她还为游戏《求生之路2》中的Rochelle配音。